# Цацаровці (Софійська область)
Ца́царовці (болг. Цацаровци) — село в Софійській області Болгарії. Входить до складу общини Драгоман.

## Населення
За даними перепису населення 2011 року у селі проживала 141 особа, усі — болгари.
Розподіл населення за віком у 2011 році:
Динаміка населення: